# Christine Becker
Christine Becker (5 de octubre de 1963) es una deportista estadounidense que compitió en esgrima, especialista en la modalidad de sable. Ganó una medalla de oro en el Campeonato Mundial de Esgrima de 2000, en la prueba por equipos.

## Palmarés internacional
| Campeonato Mundial | Campeonato Mundial | Campeonato Mundial | Campeonato Mundial |
| Año                | Lugar              | Medalla            | Prueba             |
| ------------------ | ------------------ | ------------------ | ------------------ |
| 2000               | Budapest (Hungría) | Medalla de oro     | Sable por equipos  |